# Miasto 44
Miasto 44 es una película polaca dramática bélica dirigida y escrita por Jan Komasa en 2014. La película está protagonizada por Józef Pawłowski, Zofia Wichłacz y Anna Próchniak y gira en torno a un grupo de resistencia polaco durante el levantamiento de Varsovia en 1944.

## Sinopsis
En el verano de 1944, el Ejército Rojo avanza desde el este en dirección a Varsovia. Por esa razón, el Ejército del Interior clandestino polaco lanza una revuelta contra la fuerza de ocupación alemana.
El guerrillero Stefan se une al levantamiento armado. Él ama a la enfermera Ala, pero también siente algo por Kama. A medida que el levantamiento es aplastado, con grandes bajas y la mayor parte de la ciudad destruida, ambas mujeres son asesinadas. Stefan se salva al retirarse a una isla en el río Vístula, donde le había enseñado a Ala a nadar. Cuando llega, aparentemente la ve allí, y ella le tiende la mano (como había hecho varias veces a lo largo de la película), pero al final, él se sienta solo. Podemos comprobar en la escena final, que solo hay una silueta (Stefan) en la isla. Ella no está allí realmente...

## Reparto
- Józef Pawłowski - Stefan Zawadzki
- Zofia Wichłacz - Biedronka (Alicja Saska)
- Anna Próchniak - Kama (Kamila Jedrusik)
- Antoni Królikowski - Beksa
- Maurycy Popiel - Góral
- Filip Gurłacz - Rogal
- Tomasz Schuchardt - Kobra
- Sebastian Fabijański - Sagan[1]